# Bourletiella aquatica
Bourletiella aquatica är en urinsektsart som beskrevs av David J. Maynard 1951. Bourletiella aquatica ingår i släktet Bourletiella och familjen Bourletiellidae. Inga underarter finns listade.